# 浜松市立南陽中学校
浜松市立南陽中学校（はままつしりつ なんようちゅうがっこう）は、静岡県浜松市中央区芳川町にある公立中学校。

## 概要
校訓は「自律 協力 責任」で、学校スローガンは「未来に向かって、美しく輝け青春、ワンリング南陽～自分の得手に帆を張れ！」である。

## 沿革
- 1947年（昭和22年）4月21日 - 組合立南陽中学校開校。[1]。
- 1951年（昭和26年）4月21日 - 浜松市組合立南陽中学校と改称。
- 1954年（昭和29年）7月1日 - 浜松市立南陽中学校と改称。
- 1969年  (昭和44年)  5月2日 - 新校舎完成(一期)。
- 1970年  (昭和45年)  5月22日 - 新校舎完成(二期)。
- 1973年  (昭和48年)  8月31日 - 二期棟増築完成。
- 1977年  (昭和52年)  11月1日 - 創立30周年記念式典を挙行。
- 1978年（昭和53年）4月1日 - 浜松市立江南中学校を分離開校。
- 1979年  (昭和54年)  9月28日 - 体育館等完成。
- 1982年  (昭和57年)  3月31日 - 給食室・配膳室完成。
- 1985年（昭和60年）4月1日 - 浜松市立東陽中学校を分離開校。
- 1986年  (昭和61年)  11月15日 - 創立40周年記念式典を挙行。
- 1991年  (平成3年)  3月22日 - 武道館・プール完成。
- 2006年  (平成18年)  11月3日 - 創立60周年記念式典を挙行。

## 部活動

### 運動部
- 水泳部
- サッカー部
- バスケットボール部（男子・女子）
- 陸上競技部
- ソフトボール部
- ソフトテニス部（男子・女子）
- バレーボール部（男子・女子）
- 駅伝部
- スポーツクラブ
- 剣道部

### 文化部
- 吹奏楽部
- 美術部
- カルチャー部
- 科学部
- 鼓星

## 校区
- 浜松市立芳川小学校（芳川町と安松町のみ）
- 浜松市立芳川北小学校

## アクセス
- 遠鉄バス1遠州浜蜆塚線または90・96掛塚さなる台線｢芳川西｣停留所から、徒歩5分

## 著名な出身者
- 古橋達弥（サッカー選手） - セレッソ大阪・モンテディオ山形・湘南ベルマーレ
- 須川展也（サクソフォーン奏者）
- 山田大記（サッカー選手） - ジュビロ磐田
- チロ（お笑い芸人） - ビックスモールン
- 小柳昌法（ドラマー） - LINDBERG
- 鈴木尚典（元プロ野球選手） - 横浜ベイスターズ
- 小池亮介（俳優）
- 天羽しろっぷ（VTuber）